# Regeringen Madsen-Mygdal
Regeringen Madsen-Mygdal var Danmarks regering 14. december 1926 – 30. april 1929.
Ændringer: 3. oktober 1928, 6. oktober 1928
Den bestod af følgende ministre:
- Statsminister og Landbrugsminister: Th. Madsen-Mygdal
- Udenrigsminister: L.J. Moltesen
- Finansminister: Niels Th. Neergaard
- Indenrigsminister: O.C. Krag
- Justitsminister: Svenning K.N. Rytter
- Undervisningsminister: Jens Byskov
- Kirkeminister: F.C. Bruun-Rasmussen
- Forsvarsminister: Søren Brorsen
- Minister for offentlige arbejder: J.P. Stensballe
- Minister for industri, handel og søfart (Handelsminister):

M.N. Slebsager til 3. oktober 1928, derefter
ad interim: Th. Madsen-Mygdal til 6. oktober 1928, derefter
ad interim: J.P. Stensballe
- Minister for Sundhedsvæsenet: V. Rubow